# Meu Bem Maior
Meu Bem Maior é o segundo álbum de estúdio de Fernanda Brum, lançado em 1995 pela gravadora MK Publicitá, sendo o seu primeiro disco pelo selo. Foi disco de ouro pela ABPD.
O álbum foi relançado em 2003, na Coleção 2 em 1 e distribuída pela gravadora MK Music e relançado novamente em 2008 e 2017. Mesmo com o orçamento limitado, o álbum foi um sucesso nacional. A música "A Tua Glória" e cantada em muitas igrejas até os dias atuais.

## Faixas
| N.º            | Título                  | Compositor(es)                                 | Duração |  |
| 1.             | "Meu Bem Maior"         | Emerson Pinheiro e Fernanda Brum               | 3:40    |  |
| 2.             | "Saída"                 | Livingston Farias                              | 4:19    |  |
| 3.             | "Prosperidade"          | Com. Ev. da Suécia - Versão: Livingston Farias | 4:01    |  |
| 4.             | "Estou Aqui"            | Emerson Pinheiro e Fernanda Brum               | 4:25    |  |
| 5.             | "A Tua Glória"          | Emerson Pinheiro                               | 3:40    |  |
| 6.             | "Amar Você"             | Jorge Guedes e Emerson Pinheiro                | 5:54    |  |
| 7.             | "Senhor do Universo"    | Andrea Gina                                    | 3:34    |  |
| 8.             | "O Lado Oculto de Deus" | Fernanda Brum e Marquinhos Gomes               | 4:08    |  |
| 9.             | "O Teu Amor"            | Fernanda Brum e Livingston Farias              | 3:54    |  |
| 10.            | "Com Você"              | Eyshila                                        | 4:34    |  |
| Duração total: | Duração total:          | Duração total:                                 | 42:18   |  |

## Ficha Técnica
- Gravado em 16 canais no Studio Ville, de janeiro a outubro de 1995
- Produção executiva: MK Publicitá
- Produção musical, teclados e programação: Emerson Pinheiro
- Guitarras e violões: Marco Aurélio
- Contrabaixo: Ronaldo Olicar
- Sax: Marcos Bonfim
- Vocais: Eyshila, Liz Lanne, Livingston, Karina, Daniele e Glauco
- Arranjos vocais: Eyshila e Livingston Farias
- Participações especiais: Natinho do Novo Som (guitarra em "Meu Bem Maior"), Eyshila em "Com Você" e Plena Paz (back-vocal em "O Lado Oculto de Deus")
- Mixagem: Emerson Pinheiro e Michel
- Masterização: Toney Fontes
- Fotos: Dário Zalis
- Criação de capa: MK Publicitá (Marina de Oliveira)
- Arte e finalização: MK Publicitá (Lilian de Andrade)

| Críticas profissionais | Críticas profissionais |
| Avaliações da crítica  | Avaliações da crítica  |
| Fonte                  | Avaliação              |
| ---------------------- | ---------------------- |
| O Propagador           | [ 3 ]                  |

## Clipes
- Meu Bem Maior
- Tua Glória (Musical Conexão Gospel)